# Бреретон, Уильям, 1-й баронет
Сэр Уильям Бреретон (англ. Sir William Brereton; 13 сентября 1604 — 7 апреля 1661) — английский аристократ, 1-й баронет Бреретон. Много раз избирался в Палату общин, во время гражданской войны командовал парламентскими войсками в Северном Мидлендсе, при Республике заседал в Государственном совете. Сохранились путевые дневники и письма Бреретона, которые признаны ценным историческим источником.